# Гарласко
Гарла̀ско (на италиански: Garlasco, на местен диалект: Garlasch, Гарласк) е град и община в Северна Италия, провинция Павия, регион Ломбардия. Разположен е на 93 m надморска височина. Населението на общината е 9819 души (към 2014 г.).